# Wet van Pascal

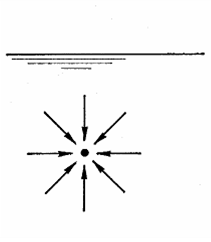
De wet van Pascal

De wet van Pascal is een natuurkundige wet opgesteld door de Franse wis- en natuurkundige Blaise Pascal (1623-1662). De wet stelt:
Een druk die wordt uitgeoefend op een vloeistof die zich in een geheel gevuld en gesloten vat bevindt, zal zich onverminderd in alle richtingen voortplanten.
In formulevorm:
{\displaystyle p=p_{0}+\rho gh}
Hierin is 
- {\displaystyle p} de hydrostatische druk in een willekeurig punt in een vloeistof op een diepte {\displaystyle h} onder het vloeistofoppervlak
- {\displaystyle p_{0}} is de druk aan het vloeistofoppervlak ({\displaystyle h} = 0). Voor een vloeistof in de lucht opgesteld, is {\displaystyle p_{0}} de luchtdruk.
- {\displaystyle g} is de zwaartekrachtversnelling
- {\displaystyle \rho } is de dichtheid van de beschouwde vloeistof.

Deze wet is de basis voor de hydrostatica en duidt erop dat in stilstaand water geen schuifspanningen optreden (alle spanning staat namelijk loodrecht, dus alle spanning is een normaalspanning) en dus ook dat de viscositeit bij stilstaand water geen rol speelt.

## Gevolgen
Pascals wet met betrekking op druk op vloeistoffen maakte allereerst korte metten met de tot dan toe heersende opvatting dat het luchtledige niet bestaat. Hij toonde aan dat wanneer men een aan één kant gesloten buis vult met kwik, die afsluit en omgekeerd in een bak met kwik zet (waarop men een laagje water legde) niet de lucht of een of ander onbekend etherisch gas in de buis het niveau van kwik in die buis doet dalen, maar dat het niveau van de daling van het kwik in de buis alleen afhangt van de hoeveelheid druk van de omringende lucht op het kwik in de bak.
Niet veel later zou de in Duitsland uitgevoerde proef met de Maagdenburger halve bollen het bestaan van het vacuüm, van het luchtledige en van de luchtdruk vlak bij de grond bevestigen. De proef toonde aan dat er bijna 10.000 N nodig was om de beide helften van de luchtledige bol uit elkaar te trekken. "Het is niet omdat iets onbegrijpelijk is, dat het niet zou bestaan", zou Pascal ervan zeggen.
Pascal toonde proefondervindelijk aan dat de luchtdruk op verschillende hoogten verschilt (door de hoogte van kwik in een buis op verschillende hoogten te meten). Hoe lager de meting werd uitgevoerd, hoe hoger het kwik in de buis steeg, dus hoe hoger ook de luchtdruk moest zijn op dat niveau en omgekeerd. Daarmee werd tevens vastgesteld dat de atmosfeer eindig is: de luchtdruk is het grootst net boven de grond (zeeniveau); deze moet gelijk zijn aan het gewicht van de totale luchtkolom boven een oppervlakte-eenheid. Zo kwam hij vrij nauwkeurig aan het gewicht van de totale atmosfeer. Pierre Gassendi roemde de ontdekking van deze "uitzonderlijke onvergetelijke jongeman" met de uitspraak: "Wat hij gedaan heeft, heeft niemand voor hem ooit klaargespeeld; na hem kan iedereen het doen". Pascal zelf overzag de gevolgen van deze onontkomelijke conclusies toen niet, maar in feite betekende dit een omwenteling in de astronomie.
Met deze proeven zette Pascal de toon wat betreft experimentele bewijsvoering. Tot dan toe was de wetenschap niet gebaseerd op proefondervindelijke aantoonbaarheid, eerder op logica en theoretische deductie. Vooral door Pascals werk veranderde dat, samen met het werk van zijn voorgangers Galileo Galileï en nog eerder Leonardo da Vinci.